# Alexandru Graur
Alexandru Graur (n. 9 iulie 1900, Botoșani, România – d. 9 iulie 1988, București, România) a fost un lingvist, savant român de origine evreiască, membru titular al Academiei Române (din 1955).

## Familia
Graur s-a născut într-o familie de origine evreiască la Botoșani. Mama sa aparținea familiei de cărturari Sanielevici, din care au provenit și criticul literar Henric Sanielevici, precum și matematicianul Simion Sanielevici. 
Din cauza profesiei de contabil a tatălui său, Graur împreună cu părinții a fost nevoit să schimbe deseori domiciliul.

## Studii
A fost elev al Liceului August Treboniu Laurian din Botoșani. A absolvit Facultatea de Litere a Universității din București, ca licențiat în filologie clasică și limba română (1922). Între 1924-1929 a studiat la Paris, unde a obținut diploma la École Pratique des Hautes Études. Și-a susținut doctoratul la Sorbona cu o teză de lingvistică indo-europeană. Revenit la București, a îmbrățișat activitatea didactică și, paralel, a publicat studii în diverse periodice.

## Carieră
În anii 1941-1944, când, din cauza politicii statale antisemite, elevi și profesori evrei au fost îndepărtați din școlile și universitățile românești, a înființat și a fost directorul Liceului particular evreiesc. În 1946 a fost încadrat în învățământul superior și a activat ca profesor la Universitatea din București până în 1970. Alexandru Graur a fost membru al Partidului Comunist Român.
Între anii 1954-1956 a fost decan al Facultății de Filologie, iar între 1955-1974 a fost directorul Editurii Academiei.
Activitatea sa științifică însumează o bibliografie bogată cuprinzând studii de filologie clasică, etimologie, lingvistică generală, fonetică și fonologie, gramatică, onomastică, lexicologie și de cultivare a limbii române. A susținut ani în șir emisiunea radiofonică „Limba noastră”, iar în „Revista Cultului Mozaic” a deținut o rubrică pe teme lingvistice, semnalând apropieri între cuvintele din diferite limbi. Este autorul unor valoroase studii și articole apărute în revistele de specialitate ale secolului trecut, precum și al unor importante volume de lingvistică, la unele dintre acestea fiind coordonator. Împreună cu Iorgu Iordan și Ion Coteanu a fost redactor responsabil al noii serii a Dicționarului limbii române (DLR). A coordonat volumele de Studii de gramatică (1956-1961) și Probleme de lingvistică generală (1959-1967).

## Viața privată
Graur s-a căsătorit în anul 1947 cu Neaga (Nina) Sion (1921-2005), care era fiica cea mai mare a soților Nicolae și Ionica Sion, familie de muncitori români din Brăila. Ei au fost părinții comentatorului sportiv Dumitru Graur. Unul din frații Ninei Graur a fost Mihai Bujor Sion, fost membru al Comitetului Central al Partidului Comunist Român și care a murit în decembrie 1975 după un suspect accident aviatic.

## Premii și onoruri
- 1932 și 1936 Premiul Bibesco al Societății de lingvistică din Paris
- 1948 - Membru corespondent al Academiei Române (atunci Academia R.P.R.)
- 1954 - Premiul de Stat al statului român (atunci R.P.R)
- 1955 - Membru titular al Academiei Române
- 1957 – Ordinul Muncii clasa a II-a „cu ocazia celei de a zecea aniversări a proclamării Republicii Populare Romîne și pentru merite deosebite în îndeplinirea sarcinilor date de Partidul Muncitoresc Romîn, pentru merite deosebite pe tărîmul construcției de stat, economice, sociale, culturale și obștești”[9]
- 1959 – Ordinul „23 August” clasa a III-a „pentru activitate rodnică în dezvoltarea științei și culturii din Republica Populară Romînă”[10]
- 1961 – Medalia „40 de ani de la înființarea Partidului Comunist din Romînia” „pentru activitate îndelungată în mișcarea muncitorească și merite în opera de construire a socialismului”[11]
- 1963 - Ordinul Muncii[12]
- 1964 – titlul de Om de Știință Emerit al Republicii Populare Romîne „pentru merite deosebite în activitatea științifică”[13]
- 1971 – Ordinul „Tudor Vladimirescu” clasa a II-a „cu prilejul aniversării a 50 de ani de la constituirea Partidului Comunist Român, [...] pentru activitate îndelungată în mișcarea muncitorească și merite deosebite în opera de construire a socialismului”[14]

## Operă

### Volume
- Nom d‘agent et adjectif en roumain, Paris, Champion, 1929
- Încercare asupra fondului principal lexical al limbii române, București, Editura Academiei, 1954
- Studii de lingvistică generală, București, Editura Academiei, 1955 (variantă nouă, 1960)
- Fondul principal al limbii române, București, Editura Științifică, 1957
- Introducere în lingvistică, București, Editura Științifică, 1958 (ed. a II-a, 1965; ediția a III-a, 1972)
- Evoluția limbii române. Privire sintetică, București, Editura Științifică, 1963
- Etimologii românești, București, Editura Academiei, 1963
- La romanité du Roumain, București, Editura Academiei, 1965
- The Romance Character of Romanian, București, Editura Academiei, 1965
- Nume de persoane, București, Editura Științifică, 1965
- Tendințele actuale ale limbii române, București, Editura Științifică, 1968
- Scrieri de ieri și de azi, București, Editura Științifică, 1970
- Puțină... aritmetică, București, Editura Științifică, 1971
- Nume de locuri, București, Editura Științifică, 1972
- Lingvistica pe înțelesul tuturor, București, Editura Enciclopedică, 1972
- Gramatica azi, București, Editura Academiei, 1973
- Mic tratat de ortografie, București, Editura Științifică, 1974
- Alte etimologii românești, București, Editura Academiei, 1975
- „Capcanele” limbii române, București, Editura Științifică și Enciclopedică, 1976
- Dicționar de cuvinte călătoare, București, Editura Albatros, 1978
- Cuvinte înrudite, București, Editura Științifică și Enciclopedică, 1980
- Dicționar al greșelilor de limbă, București, Editura Academiei, 1982
- Puțină gramatică, I-II, București, Editura Academiei, 1987
- Ortografia pentru toți, București, Editura Teora, 1995

### Lucrări colective
- Scurtă istorie a lingvisticii, București, Editura Științifică, 1961 (în colaborare cu Lucia Wald; ediția a II-a, 1965; ediția a III-a, 1977)
- Gramatica limbii române, ediția a II-a, revăzută și adăugită, București, Editura Academiei, 1963; 1966 (coordonare)
- Istoria limbii române. I. Limba latină, București, Editura Academiei, 1965 (redactor responsabil)
- Tratat de lingvistică generală, București, Editura Academiei, 1972 (în colaborare)

## Afilieri
- Membru al Societății de Lingvistică din Paris (1921)
- Membru corespondent (din 1948) și membru titular al Academiei Române (din 1955)
- Președinte al Societății de Studii Clasice (1958-1988)